# Cynorkis laeta
Cynorkis laeta är en orkidéart som beskrevs av Rudolf Schlechter. Cynorkis laeta ingår i släktet Cynorkis, och familjen orkidéer.

## Underarter
Arten delas in i följande underarter:
- C. l. angavoensis
- C. l. laeta